# 热带松
热带松（学名：Pinus tropicalis）为松科松属的植物。原生長於古巴西部，目前已由人工引种栽培。